# Sing Forever
《Sing Forever》，日本男歌手平井堅的第32張單曲。2010年10月13日發行。

## 概要
- 平井堅出道15周年紀念單曲，充滿「愛與I」歌頌人生的歡樂歌曲。
- 收錄日本梵谷展主題曲《太陽》及放克舞曲《HOTEL VAMPIRE》等五首歌曲。

## 收錄曲目

### CD
1. Sing Forever
  - 作詞、作曲：平井堅／編曲：松浦晃久
  - 日本電視台情報節目《爽快！》2010年10月度片尾曲
2. 太陽
  - 作詞、作曲：平井堅／編曲：松浦晃久
  - 逝世120年日本梵谷展主題曲
3. HOTEL VAMPIRE
  - 作詞：多田琢／作曲：平井堅、田中直／編曲：田中直
4. CANDY -Suspicious Remix-
  - 作詞：平井堅／ 作曲：櫻井大介／Remix: Tucker
5. Sing Forever -less vocal-

### CD EXTRA
※ 初回生産盤限定（僅於日本發行）
1. Ken Hirai 15th Anniversary Live Digest Movie 1995-2010
2. 「Ken Hirai 15th Anniversary Special !! Vol.1 Ken's Bar 2010」＠日本武道館
  - 收錄Precious Junk、戀上妳、Love Love Love演唱片段

## 外部連結
- Sony Music的作品介紹
  - 初回生産限定盤（页面存档备份，存于）
  - 通常盤（页面存档备份，存于）